# Millerettidae
Famille
Les Millerettidae forment une famille éteinte de parareptiles qui vivaient en Afrique du Sud durant le Permien supérieur. C'étaient de petits insectivores qui ressemblaient probablement aux lézards actuels tant dans leur apparence que dans leur mode de vie.

## Liste des genres
- Broomia
- ? Eunotosaurus
- Heleophilus
- Milleretoides
- Milleretta
- Millerettops
- Milleropsis
- Millerosaurus
- Nanomilleretta